# Graham Gouldman
Graham Keith Gouldman (Salford, 10 maggio 1946) è un cantante e chitarrista britannico.
Dal 1972 al 1983 e poi nuovamente nel periodo 1992-1995 è stato membro del gruppo 10cc. Tra il 1984 e il 1990 è stato impegnato in un progetto pop chiamato Wax con Andrew Gold.

## Discografia solista
- 1968 - The Graham Gouldman Thing
- 1980 - Animalympics (colonna sonora)
- 2000 - And Another Thing...
- 2012 - Love and Work